# Frederik Magnus van Salm

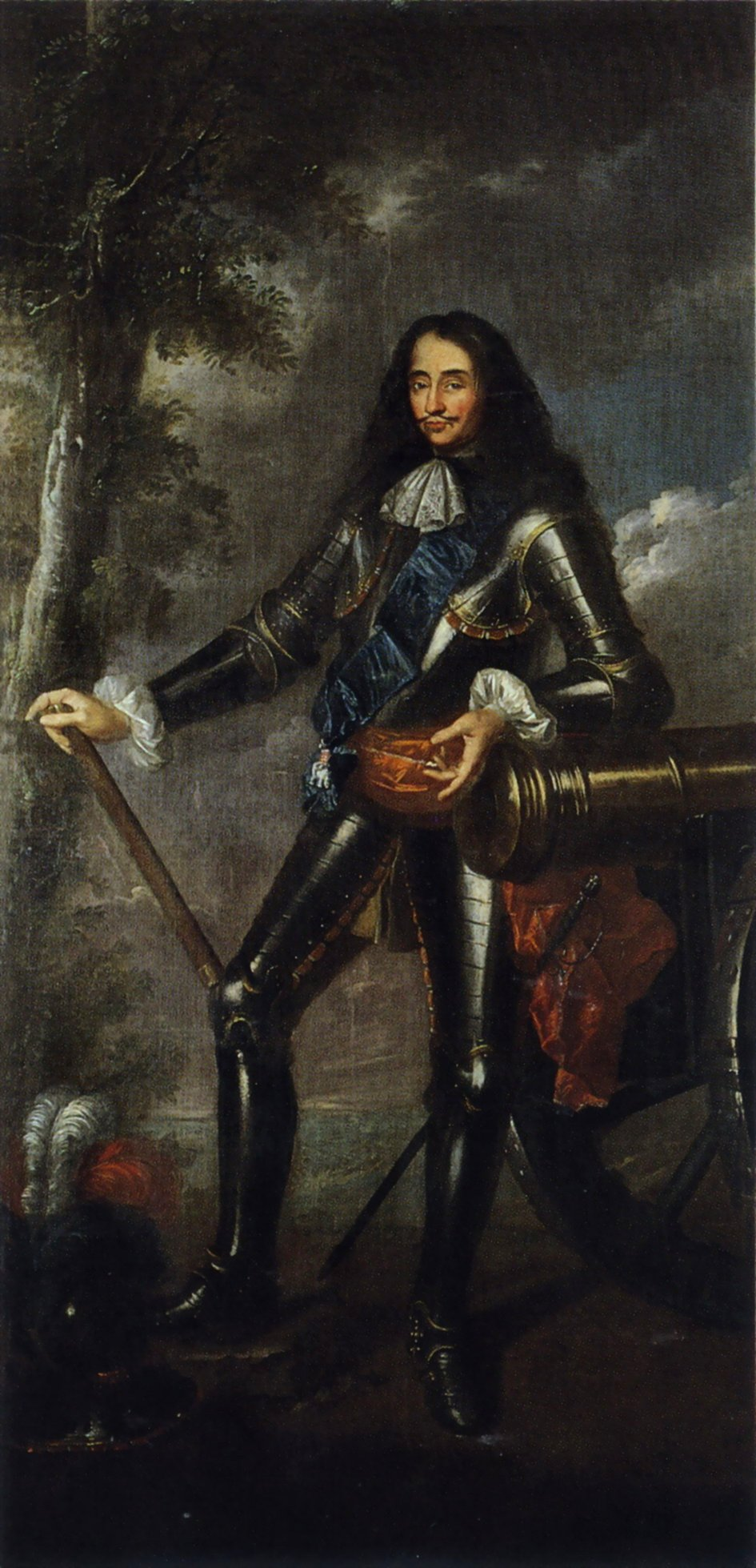
Postuum portret van Frederik Magnus van Salm, geschilderd door Johann Valentin Tischbein (Slot Fasanerie, Fulda)

Frederik Magnus van Salm (1607 - 25 januari 1673), ook wel de Rijngraaf genoemd, was een Duits edelman en militair in Staatse dienst. Hij was onder andere wildgraaf van Dhaun en Kyrburg, rijngraaf van Stein, graaf van Salm en baron van Finstingen. Hoewel Salm een van de hoogste posities bekleedde in het Staatse leger, voerde hij zelden het opperbevel.

## Biografische schets
Frederik Magnus van Salm was een telg uit het invloedrijke adellijke geslacht Salm. Hij werd geboren als jongste zoon van Frederik I van Salm (1547-1608) en Anna Amalie van Erbach (1577-1630). Salm werd luthers opgevoed. Als niet-ervende zoon koos hij voor een militaire loopbaan.
Salm maakte carrière in het Staatse leger als kolonel (1635), commandant (1641). luitenant-generaal (1661) en generaal (1672) der cavalerie. In 1642 werd hij benoemd tot militair gouverneur van Sluis en op 11 september 1648 tot gouverneur van Maastricht, een van de hoogste functies in het Staatse leger. Als gouverneur van Maastricht weigerde hij aanvankelijk de eed van trouw af te leggen aan de medeheer van Maastricht, de prins-bisschop van Luik. Tijdens het Eerste Stadhouderloze Tijdperk (1650-'72) werd hij gewantrouwd als orangist (hij was verwant met Amalia van Solms) en Fransgezinde (hij was getrouwd met een nicht van kardinaal de Richelieu en bevriend met diens opvolger, Mazarin). In 1641 begeleidde hij de jonge Willem II van Oranje op diens huwelijksreis naar Engeland. In 1649 ontving hij van de Deense koning Frederik III de Orde van de Olifant.
Als militair was Salm betrokken bij verschillende belegeringen in de eindfase van de Tachtigjarige Oorlog. In 1638 werd hij bij Bergen op Zoom door de Spanjaarden gevangengenomen, in 1646 nam hij deel aan het Beleg van Antwerpen en in januari 1648 speelde hij een sleutelrol in de toekomst van de landen van Overmaas, door deze gebieden te bezetten, net voor de ondertekening van de Vrede van Münster. In 1657 trok hij in opdracht van de Staten-Generaal op tegen de Munsterse bisschop Bernard van Galen ("Bommen Berend"). Om de rechten van de Republiek bij de ondertekening van het Partagetraktaat te onderstrepen, liet Salm in 1661 zijn troepen vanuit Maastricht door de Landen van Overmaas marcheren. In 1665, aan het begin van de Tweede Engels-Nederlandse Oorlog, moest de Rijngraaf opnieuw optrekken tegen Bernard van Galen, die zich met de Engelsen had verbonden. In Gelre kwam het tot enkele gewapende treffens, waarbij onder andere het stadje Lochem werd belegerd. Bij het uitbreken van de Hollandse Oorlog in 1672 werd de 65-jarige Salm niet meer geschikt geacht om krachtig weerstand te bieden aan de oprukkende Fransen. Nog voor het Beleg van Maastricht door de Franse koning Lodewijk XIV overleed hij.
Drie dagen na zijn dood werd Salm begraven in de Jezuïetenkerk in Maastricht, die toen in gebruik was als Waalse kerk (thans Bonbonnière).

## Nakomelingen
Frederik Magnus van Salm was gehuwd met Marguérite Tissard, dochter van een Normandische baron. Het echtpaar had twee zonen: Frederik Willem (?-1665) en Karel Florentijn (1638-1676). De oudste zoon kwam bij een duel om het leven; met de jongste zoon had de vader niet veel op. Karel Florentijn werd in 1659 katholiek omwille van zijn huwelijk met Maria Gabrielle, erfdochter van Lalaing-Hoogstraten. Het huwelijk werd op 14 december van dat jaar gesloten in de Maastrichtse Sint-Nicolaaskerk. In 1676 beloofde stadhouder Willem III hem het gouverneurschap van Maastricht, maar hij overleed nog in hetzelfde jaar aan de gevolgen van een schotwand, opgelopen bij het Beleg van Maastricht (1676).
- Biografisch Portaal: 49585054
- Gemeinsame Normdatei: 1020271566
- International Standard Name Identifier: 0000 0003 9056 4979
- Nederlandse Thesaurus van Auteursnamen: 06997263X
- Virtual International Authority File: 284161132
- WorldCat: E39PBJbMbcKMppcDhwQQj3dWjC